# Хромозом 4 (човек)
Хромозом 4 је аутозомни хромозом који припада групи В и четврти је по величини у хуманом кариотипу. Према положају центромере припада субметацентричним хромозомима. Изграђен је од 203 милиона базних парова ДНК што чини око 6% укупне количине ДНК у ћелији.

## Аберације хромозома 4
- Делеција кратког крака (4р-) узрокује Volf-Hirschhornov синдром који се одликује:
  - менталном ретардацијом;
  - изразитим поремећајем растења
  - аномалијама лица и др.

- парцијална тризомија, 4р, која се фенотипски манифестуује:
  - аномалијама лица
  - аномалијама прстију
  - деформитетима стопала

## Мапирани гени и болести
Мапирани су гени за следеће болести:
- Хантингтонова хореа
- ноћно слепило, тип 3
- ретинитис пигментоза, аутозомно рецесивна
- фенилкетонурија
- муколипидоза
- акутна лимфоцитна Т леукемија
- тежак комбиновани недостатак имунитета
- неуропенија новорођенчади
- ахондроплазија
- хипоходроплазија
- мукополисахаридоза
- Volf-Hirschhornov синдром
- хиподонција
- пибалдизам
- Паркинсонова болест, тип 1
- хипогонадотропни хипогонадизам
- маносидоза, бета
- хиперкалциурија
- хепатоцелуларни карцином
- Wolframov синдром
- Huriez синдром
- Reigerov синдром
- Stargardtova болест
- Ellis-van Creveld синдром
- Muenckeov синдром и др.